# Loving You
Loving You is de eerste film met Elvis Presley in de hoofdrol. Van de vier films die Presley maakte voordat hij in dienst ging in 1958 (dit was zijn tweede film, 1957) is dit de enige kleurenfilm. Zijn ouders, Vernon & Gladys Presley, hebben figurantenrollen in de film. Na het overlijden van zijn moeder, heeft Presley de film nooit meer willen zien.
Voor de titel voor de film waren er meerdere opties: Running Wild (genoemd door Ed Sullivan bij het optreden van Presley in de TV show op 6 januari 1957), Something for the Girls en Lonesome Cowboy.
Regisseur Kanter ging ter voorbereiding van de film met Presley mee naar een radio-optreden voor de Louisiana Hayride in december 1956. 

## Verhaal
Presley speelt een jonge man die zijn eerste baan heeft, in het bezorgen van bier. 
Glenda Markle ontdekt dat hij kan zingen en laat hem ontslaan, om hem vervolgens een oneerlijk contract te laten tekenen. Dit is het begin van een loopbaan als zanger, waarin het een en ander gebeurt. Zo wordt zangeres Susan verliefd op hem.

## Rolverdeling
| Acteur         | Personage                    |
| -------------- | ---------------------------- |
| Elvis Presley  | Jimmy Tompkins (Deke Rivers) |
| Lizabeth Scott | Glenda Markle                |
| Wendell Corey  | Walter 'Tex' Warner          |
| Dolores Hart   | Susan Jessup                 |
| James Gleason  | Carl Meade                   |

Het was een van de laatste films van Lizabeth Scott, maar de eerste film van Dolores Hart. Zij zou later nog met Presley spelen in King Creole.

## Filmmuziek
Loving You is het derde album van Presley en bevat nummers die zijn geschreven voor de film. Het werd een enorm succes en stond tien weken op #1 bij de Billboard 200.
- "Mean Woman Blues"
- "(Let Me Be Your) Teddy Bear"
- "Loving You" (in de film zitten andere versies)
- "Got a Lot O' Livin' to Do" (in de film komen twee versies voor)
- "Lonesome Cowboy"
- "Hot Dog"
- "Party" (in de film zit ook nog een andere versie hiervan)

en vijf bonus tracks die niet in de film voorkwamen:
- "Blueberry Hill"
- "True Love"
- "Don't Leave Me Now"
- "Have I Told You Lately That I Love You"
- "I Need You So"